# Burmagomphus plagiatus
Burmagomphus plagiatus är en trollsländeart som beskrevs av Maurits Anne Lieftinck 1964. Burmagomphus plagiatus ingår i släktet Burmagomphus och familjen flodtrollsländor. Inga underarter finns listade i Catalogue of Life.